# 피스커
Fisker Inc.는 Henrik Fisker 와 그의 아내 Geeta Gupta-Fisker가 설립한 미국의 전기 자동차 자동차 제조업체이다. 2016년에 시작되어 남부 캘리포니아에 기반을 둔 Fisker Inc.는 Fisker Karma 를 생산한 Fisker Automotive 의 후계자이다. Fisker Inc.는 예상 주행 거리가 300–350 마일 (480–560 km) )인 전기 스포츠 유틸리티 차량 (SUV)인 Fisker Ocean을 개발 중이다., 생산은 2022년 말에 시작될 예정이다. Fisker는 2021년까지 1분 충전으로 최대 500마일(800km)의 사거리를 실현할 수 있는 솔리드 스테이트 배터리 기술 개발을 진행하였다.
2020년 7월 13일, Fisker Inc.는 사모펀드 회사 Apollo Global Management 가 지원하는 SPAC 인 Spartan Energy Acquisition Corp와의 합병을 통해 뉴욕 증권 거래소에 상장 한다고 발표했다. 2020년 10월 30일 Fisker Inc.는 역합병 을 완료했다.

## 역사
2007년 Henrik Fisker 와 Bernhard Koehler는 Fisker Automotive 를 설립했다. 이 회사는 2008년에 데뷔하여 2011년에 처음 인도된 Fisker Karma 를 생산했다. 전 세계적으로 약 2,000대의 차량이 판매된 후 배터리 공급업체인 A123 Systems의 파산으로 인해 2012년 생산이 중단되었다. 2014년에 Fisker Automotive의 자산은 Wanxiang Group 에 인수되었으며, Wanxiang Group은 새로운 회사인 Karma Automotive 로 이름을 변경했다. Henrik Fisker는 Fisker 상표와 브랜드를 유지했다.
2016년 10월 3일 회장 겸 CEO인 Henrik Fisker는 장거리 주행, 자율 주행 기능 및 고급 배터리 기술을 갖춘 혁신적인 전기 자동차를 설계 및 개발하는 미국 자동차 제조업체인 Fisker Inc.의 설립을 발표했다. 공동 창립자 아내 Geeta Gupta-Fisker와 함께 사장 겸 CFO이다. Fisker는 2016년 7월에 자율 주행 기능과 미학적으로 아름다운 외관을 갖춘 완전히 연결된 전기 자동차를 설계할 계획이라고 밝혔다. 2016년 10월 31일, Fisker Inc.는 곧 출시될 전기 자동차인 Fisker EMotion의 설계 및 사양을 발표했다.
2017년 11월에 회사는 스마트 시티, 공공 공항 및 캠퍼스에 서비스를 제공하기 위한 완전 자율 연결 전기 셔틀인 Orbit의 개발을 발표했다. 그 달에 Fisker Inc.는 유연한 고체 배터리 설계에 대한 특허를 출원했다고 발표했으며 배터리는 2020년경에 대량 생산될 것으로 예상된다.
2018년 9월, 회사는 대중 시장에 출시된 순수 전기 럭셔리 SUV의 개발을 발표했다.
2020년 7월 8일, Fisker는 Louis Bacon 의 민간 투자 부문인 Moore Strategic Ventures가 자금을 지원하는 5천만 달러의 시리즈 C 자금 조달 라운드 완료를 발표했다.
2020년 7월 13일, Henrik Fisker는 Fisker Inc가 특수 목적 인수 회사인 Spartan Energy Acquisition Corp.와의 합병을 통해 뉴욕 증권 거래소 에서 기업 공개(IPO )를 제안할 것이라고 발표했다. (NYSE:SPAQ), 사모펀드 회사 Apollo Global Management 가 지원한다. 이 거래의 가치는 Fisker Inc의 가치를 29억 달러로 평가한다. 2020년 10월 29일 Fisker는 Spartan Energy Acquisition Corp(NYSE:SPAQ)과의 역 합병을 완료했다고 발표했다. 2020년 10월 30일 현재 Fisker는 뉴욕 증권 거래소에 FSR이라는 종목코드로 상장되어 거래되고 있다.
2020년 7월 27일, Fisker는 순수 전기 오프로드 모터 레이싱 시리즈인 Extreme E와 파트너십에 대해 논의 중이며 Extreme E의 첫 5개 레이스 2021 시즌에 잠재적으로 작업 팀에 들어갈 수 있다고 발표했다. 이 시리즈는 세네갈, 사우디 아라비아, 네팔, 그린란드, 브라질 등 기후 문제의 영향을 받는 지역에서 레이스를 개최할 예정이다.
2020년 7월 30일 Fisker는 2025년까지 차량 4대 포트폴리오 계획을 발표했다. Fisker Ocean SUV는 이전에 발표한 Fisker Emotion 개념을 기반으로 한 스포츠 세단, 쿠페형 SUV, 라이프스타일 픽업 트럭이 합류한다. 모두 전기차가 될 것이다.
2020년 9월 24일 Fisker는 회사의 소프트웨어 및 차량 전자 제품 개발의 중심지가 될 새로운 기술 센터를 샌프란시스코에 개설했다. 2020년 10월 14일, Fisker는 새로운 글로벌 본사가 캘리포니아 로스앤젤레스 카운티의 맨해튼 비치에 위치할 것이라고 발표했다. Inception이라는 이름의 이 건물에는 설계 및 엔지니어링 시설이 포함될 것이다.
2020년 10월 15일 Fisker는 건물 및 운영과 관련된 복잡성과 비용을 줄이기 위해 Fisker Ocean 전기 SUV의 차량 생산을 오스트리아에 기반을 둔 계약 제조 전문 제조업체인 Magna Steyr 에 아웃소싱한다고 발표했다. 자체 공장. Fisker는 Magna의 전기 자동차 플랫폼을 활용할 계획이며 Magna에 Fisker 지분의 최대 6%를 제공할 예정이다. Magna는 2022년에 유럽에서 Fisker Ocean 건설을 시작할 예정이다.
2020년 10월, 새로 설립된 덴마크의 차량 호출 서비스인 Viggo는 2022년 말에 인도될 Fisker Oceans 300대를 주문했다. 2021년 3월, Fisker는 유럽 은행 그룹에 Fisker Ocean SUV의 잠재적 공급에 대해 Crédit Agricole Consumer Finance( Credit Agricole Group )와 합의했다고 발표했다. 2021년 5월, Fisker는 영국 전기 자동차 구독 서비스 Onto와 2023년에 최대 700개의 Fisker Ocean SUV를 회사에 공급하는 계약을 발표했다.
2021년 2월 24일, 대만 제조업체 Foxconn 이 Fisker의 두 번째 생산 모델을 제조하기 위해 협상 중인 것으로 나타났다. 2021년 5월 현재 이 모델은 Project Personal Electric Automotive Revolution 또는 Project PEAR로 불린다. Foxconn은 Fisker를 위해 연간 최대 250,000개를 생산할 계획이며 2023년 말까지 생산을 시작하는 것을 목표로 하고 있다. 2021년 10월 Foxconn은 Lordstown Motors 에서 이전 GM 공장을 구입하고 회사는 이 시설을 사용하여 Fisker와 Lordstown의 전기 자동차를 생산할 것이라고 발표했다.
2021년 5월, Fisker와 Sharp는 Sharp가 곧 출시될 일련의 Fisker 차량에 스크린 및 기타 이러한 구성 요소를 공급하기로 하는 계약을 발표했다. Henrik Fisker와 Geeta Fisker가 로마에서 프란치스코 교황 과 함께 방문한 후, Fisker는 교황을 위해 제작된 최초의 무공해 순수 전기 자동차인 교황 Francis를 위한 맞춤형 전기 포프 모빌 SUV를 생산할 것이라고 발표했다. Fisker Ocean SUV를 기반으로 한다.
Fisker는 2025년까지 4대의 차량을 출시하는 것을 목표로 하고 있다. 또한, 회사는 2027년까지 최초의 친환경 차량을 만드는 것을 목표로 설정했다
2021년 Fisker는 Motor Press Guild 와 협력하여 연례 Fisker-MPG 저널리즘 장학금을 만들어 저널리즘 학위를 추구하는 대학생에게 1,500달러를 수여했다.
2021년 6월 28일 Fisker 주식이 Russell 3000 지수 에 추가되었다.
2021년 7월 Fisker는 미국과 유럽에 "글로벌 브랜드 체험 센터"를 열겠다고 발표했다. 2022년 상반기에 첫 번째 매장이 로스앤젤레스에 오픈한 후 뮌헨에 오픈할 예정이다. 다른 센터는 뉴욕, 마이애미, 런던 및 코펜하겐에 계획되어 있다.
2021년 7월 28일 Fisker는 EV 충전 회사인 Allego와 Spartan Acquisition Corp III의 합병에 대한 공모 자금 조달에 1천만 달러를 투자할 것이라고 발표했다. 이 거래에는 2023년부터 2024년 3월까지 Fisker Ocean SUV를 구매하는 유럽의 운전자를 위해 Allego 네트워크에서 1년 동안 무료로 충전하는 것이 포함된다.
2021년 8월, Fisker와 Bridgestone은 Bridgestone이 Fisker Ocean SUV의 독점 타이어 공급업체가 되는 파트너십을 발표했다. 맞춤형으로 개발된 Bridgestone Potenza Sport 타이어는 유럽 및 일부 북미 모델에 사용되며 다른 모델에는 Bespoke Alenza Sport 타이어가 사용된다.
2021년 10월 Fisker Inc.는 특수 차량 엔지니어링 및 개발을 담당하는 David King이 이끄는 영국 사업부인 Fisker Magic Works의 설립을 발표했다. 이 부문은 소량, 특수 및 맞춤형 제품에 중점을 둘 것이다.
2021년 11월, Fisker와 CATL( Contemporary Amperex Technology )은 CATL이 Fisker Ocean SUV용 배터리 팩을 공급하는 계약을 발표했다. CATL은 2023년부터 2025년까지 연간 5기가와트시 이상의 초기 배터리 용량으로 차량에 두 가지 다른 배터리 팩을 제공할 예정이다. 1차 고용량 팩은 리튬 니켈 망간 코발트 전지 화학을 사용하고 두 번째 팩은 리튬 이온 인산염 화학을 기반으로 하는 CATL의 최신 전지를 사용한다.
2022년 1월, Henrik Fisker는 Fisker Inc.가 하이데라바드에 첫 번째 인도 법인인 글로벌 기술 센터를 설립할 것이라고 발표했다. 회사는 센터에 대한 모집을 시작했으며 주로 소프트웨어 기술에 대해 작업하는 300명의 소프트웨어 엔지니어 팀을 구성할 계획이다. 이 회사는 Foxconn과 협력하여 인도에 PEAR용 제조 공장을 설립할 계획이다. Fisker Inc.와 Foxconn은 초기에 PEAR를 100만개 생산할 계획이다.

## 차량

### 피스커 오션 (Fisker Ocean)
2019년 3월 18일, Fisker는 2021년에 출시될 순수 전기 SUV를 발표했다. 이 고급 차량은 Henrik Fisker가 설계하고 미국에서 생산되는 양산형 순수 전기 자동차 라인업의 세 가지 중 첫 번째 차량이 될 예정이다. 나중에 Fisker Ocean으로 명명된 이 선박은 가장 저렴한 옵션에서 사용할 수 있는 "300마일에 가까운" 범위를 갖게 된다. SUV는 후륜구동과 사륜구동으로 제공될 예정이다. 전력은 약 80kWh 용량의 리튬 이온 배터리 팩과 범위 확장기로서 태양 전지판 지붕에 의해 공급되어 연간 약 1,000마일의 자유 주행 거리를 추가한다. Fisker Ocean의 초고성능 버전은 0-60까지 갈 수 있다. Tesla Model Y 의 성능 버전보다 빠른 3초 미만의 시속. 고급 전자 장치에는 후드 아래에 있는 에어컨 장치가 포함된다. SUV는 해양 쓰레기의 재활용 플라스틱, 비건 가죽, 태양광 지붕을 최상위 모델 사양으로 사용하는 지속 가능한 차량이 될 것이며 타이어 제조 과정에서 발생하는 폐기물을 트렁크와 같은 내부 섹션에 재활용할 것이다. 인테리어에 사용된 스웨이드조차도 플라스틱, 병, 티셔츠에서 재활용된다.
SUV의 모습은 "미래적이고 우아한 근육질의 모습"으로 "극적으로 조각"되어 있다. 차량의 캘리포니아 모드는 버튼 하나로 모든 창과 패널을 연다. 근막에는 파라메트릭 패턴이 하부 전면을 지배하는 유리 뒤에 작은 중앙에 높은 장착 레이더로 만든 전통적인 그릴처럼 보이도록 하는 스타일링이 포함된다. 모서리에 있는 흡입구는 시원한 공기를 브레이크 및 기타 영역으로 보낸다. 대형 디스플레이가 있는 넓은 실내와 직관적인 사용자 인터페이스가 있는 대시보드가 있다. Fisker Ocean은 길이 182.7인치, 너비 76인치, 높이 63.6인치, 트렁크 공간 20입방피트(소포 선반을 제거하고 뒷좌석을 접으면 최대 45입방피트까지 증가)를 측정한다.
2019년 11월 27일 Fisker Inc.는 Fisker Ocean이 계약금 $2,999 및 예약 수수료 $250와 함께 월 $379의 유연한 임대 프로그램을 통해 제공될 것이라고 발표했다. Fisker 리스 프로그램은 고객이 언제든지 차량을 반환할 수 있도록 하며 유지 보수 및 서비스를 포함하며 연간 30,000마일이 제공된다. 차량은 또한 기본 가격인 $37,499(또는 미국 세금 공제 후 $29,999)에서 구입할 수 있다. 차량에 대한 5가지 옵션 패키지가 있으며 잠재 고객은 쇼핑몰, 공항 및 기타 위치에 2020년에 개장하는 "체험 센터"에서 볼 수 있다. Fisker는 또한 e-SUV가 시장에 출시될 때 Fisker Ocean 차량이 Electrify America 충전소와 원활하게 통합될 수 있도록 Electrify America 와의 파트너십을 발표했다.
라스베이거스에서 열린 2020 CES( Consumer Electronics Show )에 등장한 후 Fisker Ocean은 Newsweek ("가장 친환경적인 SUV"라고 함), Time, CNET, 디지털 트렌드, Business Insider, PC Magazine, 및 Mashable . 프로토타입은 Italdesign에 의해 이탈리아에서 제작되었다. 2020년 1월, Henrik Fisker는 Fisker Ocean이 2022년에 독일, 노르웨이 및 스웨덴에서 첫 유럽 시장으로 판매될 것이라고 밝혔다. Fisker Ocean에 대한 자세한 내용은 2020년 3월 제네바 모터쇼 에서 공개될 예정이었다. 그러나 제네바 모터쇼는 COVID-19 전염병으로 인해 취소되었다. 취소에도 불구하고 Fisker Ocean은 150kW CCS(Combined Charging Standard) DC 급속 충전 플러그를 사용할 것이라고 보도 자료를 통해 밝혀졌다. Fisker는 이제 2021년 11월 LA 오토쇼 에서 Fisker Ocean의 양산 버전을 공개할 계획이다. 2021년 6월에 Fisker는 Magna Steyr 와 제조 계약을 체결했으며 Fisker Ocean에서 생산은 2022년 11월 오스트리아 Graz에 있는 Magna 시설에서 시작된다.
Fisker는 2021년 로스앤젤레스 오토쇼에서 차량의 글로벌 공개에 이어 라스베이거스에서 열린 CES에서 순수 전기 Fisker Ocean SUV를 선보였다. Fisker Intelligent Pilot이라고 불리는 ADAS 플랫폼은 4가지 유형의 센서를 통합한다. 업계 최고의 서라운드 뷰 카메라 제품군, 카메라 기반 운전자 모니터링 시스템, 초음파 기술 및 Fisker가 가장 먼저 기대하는 디지털 이미징 레이더 시스템 Fisker Ocean이 2022년 11월에 생산을 시작할 때 시장에 출시된다. LA 오토쇼 에서 Fisker Ocean은 크로스오버($50,000 이하) 부문에서 Zevas 무공해 차량 상을 수상했다.
2021년 11월, Fisker Inc는 지속 가능한 개발 목표를 추구하기로 합의한 UN Global Compact에 전념했다. 2021년 12월 22일 Fisker Inc는 Fisker by Hand: OCEAN Concept Collection이라는 컬렉션에서 Henrik Fisker가 종이에 펜으로 그린 원본 스케치의 NFT 시리즈를 출시했다. 2022년 2월, Fisker Ocean은 바르셀로나에서 열린 Mobile World Congress 에서 유럽 시장에 데뷔했다.

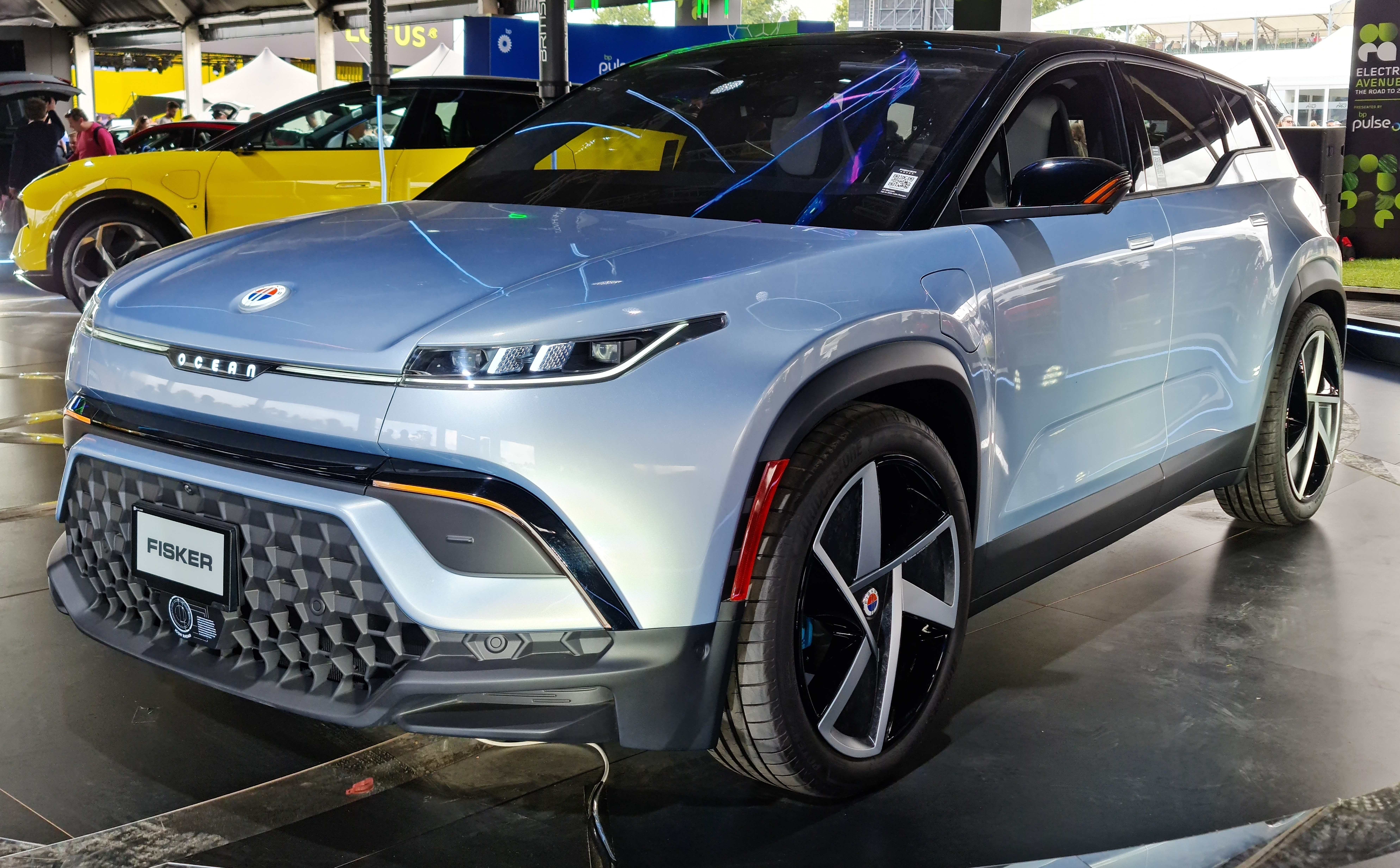
피스커 오션

2022년 2월 현재 회사는 Fisker Ocean SUV에 대해 30,000개 이상의 예약이 있고 2022년 8월까지 55,000개 이상의 예약이 있다고 발표했다. 2022년 11월 17일에 생산이 시작될 예정인 Ocean One 출시 에디션의 첫 번째 배송은 2023년 초로 예상된다.

### 피스커 PEAR
P순수 전기 Fisker PEAR는 지속 가능성, 기술 및 디자인을 디지털로 연결된 소형 5인승 도시형 EV에 결합한다. 직관적인 제어, 스포티한 운전, 영리한 보관 및 업계 최초에 중점을 둔 Fisker PEAR는 미국에서 세금 및 인센티브를 제외하고 $29,900부터 시작한다. PEAR는 Foxconn MIH EV 플랫폼을 사용하여 오하이오주 Lordstown에 있는 Foxconn 공장에서 연간 250,000대의 초기 생산 목표로 건설될 예정이다. 2022년 2월 15일부로 Fisker Inc.는 PEAR 예약을 시작했다.

### 피스커 Orbit
2017년 11월 30일 Fisker Orbit는 스마트 시티를 위해 설계된 자율 연결 전기 셔틀로 발표되었다. Fisker Inc.는 중국 회사 Hakim Unique Group의 Jack Wong 과 자율주행 전기 셔틀 및 모터 기술 회사인 Protean Electric 과 파트너십을 맺었다. 셔틀은 완전히 연결되어 앉거나 서 있을 수 있는 공간이 서로 다른 두 곳이 있다. 내부 디자인은 통근자들에게 셔틀이 언제 출발하고 다음 정류장이 어디인지 알려주는 대형 외부 디지털 디스플레이로 승객 공간을 극대화한다. 셔틀은 대학 및 기업 캠퍼스, 공항, 리조트 및 스마트 시티 센터에서 짧은 공유 여행에 사용하도록 고안되었다. 구성에 따라 8명에서 12명까지 수용할 수 있으며, 서 있는 공간과 거실이 있다. Fisker는 승객이 셔틀을 요청하는 데 사용할 수 있는 앱을 개발하고 있다. 첫 번째 테스트 차량은 2019년 미국 기업 캠퍼스에서 운영될 예정이었다

### 피스커 이모션 (Fisker EMotion)

EMotion의 2016년 티저 이미지

Fisker EMotion 은 Henrik Fisker가 Fisker Inc.를 위해 설계한 전기 스포츠 세단 으로, 전장 파노라마 스타일 선루프와 "넓은 조각 숄더, 얇은 테일라이트 튜브, 넓은 트렁크 개방 및 공격적인 공기 역학을 개선하기 위해 하부 리어 디퓨저." Fisker는 그것을 "우리의 하이테크 프라이빗 럭셔리 차량"이라고 불렀다. EMotion은 400 마일 (640 km) 을 실행한다고 명시되어 있다. 한 번 충전으로. 161 마일 매 시 (259 km/h) 의 최고 속도를 갖는 것입니다, 3초 안에 0에서 60으로 이동한다. 자동차에는 Fisker Inc.에서 개발 중인 전고체 배터리가 장착된다. 솔리드 스테이트 배터리는 400 마일 (640 km) 이상의 범위를 생산할 것으로 예상된다. 1분의 충전 시간으로 충전당 이는 현재까지의 어떤 전기 자동차보다 더 긴 주행 거리이다. 차량에는 자율 기능이 탑재되어 향후 자율 주행 모드가 활성화될 수 있다. EMotion의 첫 번째 사진은 2017년 6월 6일에 공개되었으며 자동차 자체는 2018년 1월 라스베이거스에서 열린 CES( Consumer Electronics Show )에서 공개되었다. PC Magazine 은 CES 2018에서 Best Car로 선정되었다.
2018년 1월, Fisker는 EMotion의 가격이 기본 모델의 경우 $129,000부터 시작될 것이라고 밝혔다. 4도어 차량은 5인승, 스마트폰으로 제어되는 버터플라이 도어, 탄소 섬유 외장 및 파노라마 스크린 시스템을 갖추고 있다. 또한 24인치 탄소 섬유 휠과 전기 변색 스마트 유리로 만든 틴티드 루프가 있다. Quanergy 와의 파트너십을 통해 개발된 고급 LiDAR 기반 자율 주행 센서를 사용하여 레벨 4 자율 주행(대부분의 주행 상황에서 사용할 수 있음)을 지원한다. Fisker Inc.는 Pirelli 와 협력하여 EMotion을 위한 고급 저회전 저항 타이어를 만들고 있다. 그들은 조지아, 로마에서 생산된다.

### 피스커 알래스카 (Fisker Alaska)
2020년 2월 12일 Henrik Fisker 는 트윗을 올린 후 Fisker Alaska 라는 배지가 붙은 픽업 트럭의 후면 앵글 렌더링을 삭제했다. 회사의 공식 응답은 이름이나 제품을 확인하지 않았고 단순히 Fisker가 여러 전기 자동차 모델에 사용할 수 있는 모듈식 플랫폼을 개발 중이라고 말했다. 전기 픽업에 대한 모호한 힌트는 2019년 8월 Fisker에 의해 이전에 트윗되었다 2021년 6월 주주와의 통화에서 Fisker는 픽업 트럭이 회사가 2025년까지 라인업에 추가하는 것을 고려 중인 차량이라고 말했다.

## 기술

### 피스커 나노텍 (Fisker Nanotech)
2016년 Fisker Inc.는 Nanotech Energy와 협력하여 Jack Kavanaugh를 회장으로 하여 Fisker Nanotech라는 합작 투자 회사를 설립했다. 그래핀 을 이용한 차세대 슈퍼커패시터 기술 개발에 힘썼다. 그래핀 슈퍼커패시터를 사용하는 제안된 하이브리드 배터리는 에너지 전도 및 충전 기능이 향상되고 사이클 수명이 향상되어 배터리를 순수 리튬 이온 배터리만큼 자주 교체할 필요가 없다. 2017년 7월 Fisker Inc.는 Nanotech Energy와의 합작 투자를 종료하여 그래핀을 사용하여 배터리를 생산했다.

### Solid-state 배터리
2017년 11월 13일, Fisker Inc.는 유연한 전고체 배터리 설계에 대한 특허를 출원했다고 발표했으며 배터리는 2023년경에 대량 생산될 것으로 예상한다. LG화학의 NCM 셀 21700개가 포함된 배터리 프로토타입은 2018년 1월 CES(Consumer Electronics Show)에서 데뷔했다. 2018년 7월까지 회사의 과학자들은 일정보다 앞당겨 목표 연도를 2020년으로 수정했다. Fisker Inc.의 개발 팀에는 2015년 다이슨에 매각된 전고체 배터리 스타트업 Sakti3 의 창립자 중 한 명인 Dr. Fabio Albano가 있다. 솔리드 스테이트 배터리는 리튬 이온 배터리보다 에너지 밀도가 높고 충전 시간이 더 빠르다. Fisker는 그들이 개발하고 있는 배터리가 기존 리튬 이온 배터리보다 더 작은 크기와 저렴한 비용으로 현재 배터리보다 2.5배의 에너지 밀도를 가지며 750 킬로미터 (470 mi) )를 제공할 수 있다고 말한다. 1분 충전 시간으로 주행 거리. 배터리는 영하 −20 °F (−29 °C) 도의 낮은 온도에서 작동한다. .
Fisker Inc.는 셀을 구축하는 파트너와 함께 자체 기술을 개발하고 있다. 그들은 과급기의 다른 표준과 함께 작동할 충전 표준을 정의하기 위해 노력하고 있다. 솔리드 스테이트 배터리는 "1,000회 이상" 충전 주기를 지속한다. Fisker는 배터리를 생산하는 데 10일 미만이 소요될 것이며 리튬 이온 배터리를 생산하는 데 걸리는 50~60일보다 훨씬 짧을 것이라고 말했다.
2018년 10월, Fisker Inc.는 Caterpillar Inc. 중장비 제조 회사의 자회사인 Caterpillar Venture Capital을 통해 Fisker Inc.의 새로운 솔리드 스테이트 배터리 기술 개발에 자금을 사용할 것이라고 발표했다. Caterpillar는 배터리가 건설, 에너지 저장, 운송 및 광업 산업에 응용될 것이라고 믿는다.
2021년에 Fisker는 솔리드 스테이트 배터리를 사용하려는 계획을 포기했다. Henrik Fisker는 솔리드 스테이트 배터리 설계에 대한 노력을 다음과 같이 요약했다. "90%에 도달했다고 느낄 때, 마지막 10%가 처음 90%보다 훨씬 더 어렵다는 것을 깨달을 때까지 거의 도달하는 기술이다. 따라서 우리는 솔리드 스테이트 배터리를 완전히 폐기했다. 왜냐하면 우리는 그것이 실현될 것이라고 생각하지 않기 때문이다."

### Fisker Flexee 앱
2019년 11월 27일, 회사는 iOS 및 안드로이드 플랫폼에 공식 Fisker Flexee 스마트폰 앱을 소개했다. 이 앱을 통해 고객은 Fisker Ocean e-SUV를 예약하고 2021년부터 시승을 예약할 수 있다.

## 연관
- Fisker Coachbuild (2005–07)
- 테슬라
- Faraday Future
- 리비안
- 루시드 모터스

## 같이 보기
- 테슬라 (기업)
- 패러데이 퓨처
- 리비안
- 루시드 모터스

## 참고 문헌
1. ↑  “Fisker Inc. 2021 Annual Report (Form 10-K)”. U.S. Securities and Exchange Commission. 2022년 2월 28일.
2. 1 2  Fisker Ocean: Reborn electric-car startup's SUV has a name, CNET, Sean Szymkowski, 2019-10-31
3. ↑  “Fisker patents car battery with 500-mile range on a minute's charge”. 《Fox Business》. 2017년 11월 17일에 확인함.
4. ↑  Assis, Claudia. “Fisker is going public: Five things to know about the electric-car maker ahead of its IPO”. 《MarketWatch》 (미국 영어). 2020년 8월 24일에 확인함.
5. ↑  Assis, Claudia. “Electric-car maker Fisker shares to start trading on NYSE Friday”. 《MarketWatch》. Dow Jones & Company. 2020년 10월 30일에 확인함.
6. 1 2  “How America's Coolest Automaker Crashed So Hard, So Fast”. Business Insider. 2019년 5월 16일에 확인함.
7. ↑  “Henrik Fisker Resigns From Fisker Automotive”. NY Times. 2013년 3월 13일. 2019년 5월 16일에 확인함.
8. ↑  “Special Report: Bad Karma: How Fisker burned through $1.4 billion on a 'green' car”. 《Reuters》. 2013년 6월 17일. 2019년 5월 16일에 확인함.
9. ↑  “2018 Karma Revero is an 'ultra-luxury' hybrid”. 《LA Times》. 2019년 5월 16일에 확인함.
10. 1 2  Hannah Elliott, "Henrik Fisker Is Starting a Namesake Car Company Again," Bloomberg Businessweek, October 3, 2016.
11. 1 2 3  Paul A. Eisenstein, "Tesla's Rival is Back: Fisker Launches All-New Battery-Car Company" NBC News, October 4, 2016.
12. ↑  Paul Leinert, "This Startup Founder Plans to Take on Tesla – Again," Time, October 4, 2016.
13. ↑  Ohnsman, Alan (2020년 12월 12일). “Meet the Fiskers, the billionaire power couple taking on Tesla”. 《Forbes》. 2020년 12월 14일에 확인함.
14. ↑  “Pop Quiz, Monday with Dr. Geeta Gupta Fisker”. Startup Growth. 2022년 8월 14일에 원본 문서에서 보존된 문서. 2019년 5월 16일에 확인함.
15. ↑  “"I believe an open culture promotes accountability, responsibility and honesty." with Dr. Geeta Gupta-Fisker and Chaya Weiner”. 《Thrive Global》. 2019년 8월 22일에 확인함.
16. ↑  Danielle Muoio, "Legendary car designer Henrik Fisker wants to build a self-driving car" Business Insider, July 7, 2016.
17. ↑  Michael Martinez, "Trio goes full speed ahead on Force 1 in Auburn Hills" Detroit News, August 29, 2016.
18. 1 2  Charles Fleming, "Fisker will challenge Tesla with its own high-end electric car," Los Angeles Times, October 31, 2016.
19. 1 2  Collin Woodard, "Meet the Latest Fisker Concept: The Orbit," Motor Trend, December 3, 2017.
20. 1 2 3 4  “How a Failed Car Company Gave Rise to a Revolutionary New Battery”. Inc. 2018년 7월 10일. 2019년 5월 16일에 확인함.
21. 1 2  “Henrik Fisker Opens Up About $40,000 Fisker & Solid-State Batteries”. 《CleanTechnica》. 2018년 9월 11일. 2019년 5월 16일에 확인함.
22. ↑  Korosec, Kirsten. “Fisker raises $50 million to bring its all-electric Ocean SUV to market in 2022”. 《TechCrunch》. 2020년 8월 17일에 확인함.
23. ↑  Szymkowski, Sean. “EV startup Fisker will go public to fund Ocean production in 2022”. 《CNET》. 2020년 8월 17일에 확인함.
24. ↑  Klayman, Ben (2020년 7월 13일). “Electric car maker Fisker to go public through SPAC deal at $2.9 billion valuation”. Reuters. 2020년 7월 13일에 확인함.
25. ↑  “Electric-vehicle startup Fisker Inc. shares jump 13% on stock market debut”. 《Fortune》. 2020년 11월 5일에 확인함.
26. ↑  “Automaker Fisker is going public, will be listed on the New York Stock Exchange”. 《Slash Gear》. 2020년 10월 31일. 2020년 11월 5일에 확인함.
27. ↑  Harrison, Tom (2020년 7월 27일). “Fisker may be about to enter Extreme E”. 《Top Gear》. 2020년 8월 17일에 확인함.
28. ↑  Lingeman, Jake (2020년 7월 27일). “EV-Maker Fisker to Join Off-Road Extreme E Series”. 《Auto Week》. 2023년 3월 1일에 원본 문서에서 보존된 문서. 2020년 8월 17일에 확인함.
29. ↑  DeBord, Matthew. “Henrik Fisker has $1 billion and a master plan for 4 new electric vehicles — including a pickup truck to rival Tesla, GM, and Ford”. 《Business Insider》. 2020년 8월 17일에 확인함.
30. ↑  “Fisker Promises 4 EVs by 2025”. 《Motor Authority》. 2020년 8월 17일에 확인함.
31. ↑  “Fisker Opens New Software Development Office In San Francisco”. 《Socaltech》. 2020년 11월 5일에 확인함.
32. ↑  “New headquarters reinforces Fisker's Calif. roots”. 《Auto Remarketing》. 2020년 10월 16일. 2020년 11월 5일에 확인함.
33. ↑  Eisenstein, Paul A. “Exclusive: Fisker Inks MOU with Magna, Deal Will Put it Into Production by Late 2022”. 《The Detroit Bureau》. The Detroit Bureau. 2020년 8월 9일에 확인함.
34. 1 2 3  “Fisker Ties Up With Magna To Build Its Electric Ocean SUV”. 《Forbes》. 2020년 11월 5일에 확인함.
35. ↑  “Danish ride-hailing service Viggo orders 300 Fisker Ocean EVs”. 《Green Car Congress》. 2020년 11월 5일에 확인함.
36. ↑  “2 Electric Vehicle Manufacturers Wall Street Analysts Predict Will Gain More Than 80%”. Entrepreneur. 2021년 7월 12일에 확인함.
37. ↑  “Onto orders 700 Fisker Ocean electric SUVs”. Electrive. 2021년 5월 18일. 2021년 7월 12일에 확인함.
38. ↑  Szymkowski, Stan. “Apple iPhone supplier will build a new Fisker EV”. 《www.cnet.com》. ViacomCBS. 2021년 3월 12일에 확인함.
39. ↑  “Manhattan Beach Company Signs Deal To Make First Car For Apple”. 《Manhattan Beach, CA Patch》 (영어). 2021년 5월 17일. 2021년 5월 19일에 확인함.
40. ↑  Foldy, Christina Rogers and Ben (2021년 10월 1일). “Lordstown Motors to Sell Former GM Factory in Ohio to Foxconn”. 《Wall Street Journal》 (미국 영어). ISSN 0099-9660. 2021년 10월 1일에 확인함.
41. ↑  Yang, Yang Jie and Stephanie (2021년 10월 1일). “Foxconn Made the iPhone in Your Hand and Wants to Make the EV in Your Garage”. 《Wall Street Journal》 (미국 영어). ISSN 0099-9660. 2021년 10월 1일에 확인함.
42. ↑  “Fisker electric vehicles with have Sharp display systems”. Green Car Reports. 2021년 7월 12일에 확인함.
43. ↑  “Fisker, not Tesla, will produce the first electric Popemobile”. Fortune. 2021년 7월 12일에 확인함.
44. ↑  “EV startup Fisker sets moonshot goal”. TechCrunch. 2021년 7월 12일에 확인함.
45. ↑  “Fisker and the MPG create scholarship”. LA Car. 2021년 3월 16일. 2021년 7월 12일에 확인함.
46. ↑  “Why Fisker Jumped 9% on Wednesday”. Nasdaq. 2021년 7월 12일에 확인함.
47. ↑  “Fisker to debut Ocean EV at LA Auto Show, expand global retail presence in 2022”. Electrek. 2021년 7월 22일. 2021년 9월 15일에 확인함.
48. ↑  “Fisker invests in EV charging network Allego's SPAC merger”. Techcrunch. 2021년 9월 15일에 확인함.
49. ↑  “Bridgestone to equip latest Fisker vehicle with custom Potenza Sport tires”. 《Tire Technology International》. 2021년 8월 9일. 2021년 9월 15일에 확인함.
50. ↑  “Fisker Magic Works Set To Develop Two New EVs In the UK”. 《Inside EVs》. 2021년 11월 11일에 확인함.
51. ↑  “Fisker Announces 5 GWh/Year Battery Deal With CATL”. 《Inside EVs》. 2021년 11월 11일에 확인함.
52. ↑  “Fisker strikes battery supply deal with CATL”. 《Automotive News》. 2021년 11월 3일. 2021년 11월 11일에 확인함.
53. ↑  “Exclusive: USA's Fisker Inc. Sets up India tech centre, manufacturing plant with Foxconn next - ET Auto”.
54. ↑  “Fisker Inc. To set up global tech centre in India | Team-BHP”.
55. ↑  “New electric SUV offers inductive charging, so no need to plug in: Fisker CEO”. Fox Business. 2019년 3월 18일. 2019년 5월 16일에 확인함.
56. 1 2 3 4 5  “Fisker failed. But now the EV pioneer is ready for an epic redo”. Digital Trends. 2018년 11월 17일. 2019년 5월 16일에 확인함.
57. ↑  “Henrik Fisker delays his luxury sports car and announces 'mass-market' electric SUV”. The Verge. 2019년 3월 18일. 2019년 5월 16일에 확인함.
58. ↑  “Fisker unveils picture of its electric SUV, says it will start below $40,000”. 《electrek》. 2019년 7월 24일. 2019년 8월 22일에 확인함.
59. ↑  “Fisker Drops More Details on Its Sub-$40K All-Electric SUV for 2021”. MSN. 2019년 5월 16일에 확인함.
60. ↑  “Fisker's affordable all-electric SUV is called 'Ocean'”. Engadget. 2019년 11월 19일에 확인함.
61. 1 2  “Fisker Ocean electric crossover due in 2021 with solar roof, vegan interior”. Green Car Reports. 2019년 11월 19일에 확인함.
62. 1 2  “Fisker's Production-ready Ocean e-SUV to Debut in January”. FutureCar. 2019년 11월 19일에 확인함.[깨진 링크(과거 내용 찾기)]
63. 1 2 3  “Fisker's Ocean will do 0-60mph in less than three seconds”. Top Gear. 2020년 1월 14일. 2020년 1월 31일에 확인함.
64. ↑  “Fisker, 'Thrones' celebrity work to advance sustainable mobility”. Auto Remarketing. 2019년 9월 11일. 2019년 9월 12일에 확인함.
65. ↑  Kedem, Kfir (2020년 5월 7일). “Fisker Ocean Taking Sustainability to the Next Level”. 《Automotive Trendy》. Automotive Trendy. 2022년 8월 31일에 원본 문서에서 보존된 문서. 2020년 5월 29일에 확인함.
66. ↑  “Fisker teases $40,000 electric crossover with 300 miles of range”. Autoblog. 2019년 5월 16일에 확인함.
67. ↑  “Fisker announces new sub-$40,000 electric SUV with 300 miles of range, should you get excited?”. Electrek. 2019년 3월 18일. 2019년 5월 16일에 확인함.
68. 1 2  “Fisker Teases $40K Electric Crossover With Roughly 300-Mile Range”. Motor 1. 2019년 5월 16일에 확인함.
69. ↑  “Fisker Promises Sub-$40K All-Electric SUV For 2021”. Motor Trend. 2019년 3월 18일. 2019년 5월 16일에 확인함.
70. ↑  “High-Performance Fisker Ocean Will Crush The Tesla Model Y”. Car Buzz. 2020년 1월 15일. 2020년 1월 31일에 확인함.
71. 1 2  “Fisker Ocean electric SUV will lease cheaper than a Tesla Model 3”. CNET. 2019년 12월 9일에 확인함.
72. 1 2  “Fisker Ocean will start at $379 per month under subscription service”. Auto Blog. 2019년 12월 9일에 확인함.
73. 1 2  “The Fisker Ocean Electric SUV Will Come To Market With New Flexible Lease Model”. Clean Technica. 2019년 12월 4일. 2019년 12월 9일에 확인함.
74. ↑  “See the Ocean in Las Vegas: Fisker will unveil its electric SUV at CES 2020 in January”. USA Today. 2019년 12월 16일에 확인함.
75. ↑  “Fisker Ocean will charge seamlessly with Electrify America”. CNET. 2019년 12월 16일에 확인함.
76. ↑  “Fisker Ocean Challenges Tesla Model Y for Coolest Electric SUV”. PC Magazine. 2020년 1월 31일에 확인함.
77. ↑  “Best of CES 2020: The Top Tech Products You Can Actually Buy This Year”. Newsweek. 2020년 1월 17일. 2020년 1월 31일에 확인함.
78. ↑  “The 25 Best Products of CES 2020”. Time. 2020년 1월 31일에 확인함.
79. ↑  “CNET's 20 favorite products of CES 2020”. CNET. 2020년 1월 31일에 확인함.
80. ↑  “The best cars of CES 2020: Fisker, Faraday Future, and Byton M-Byte”. Digital Trends. 2020년 1월 8일. 2020년 1월 31일에 확인함.
81. ↑  “The 16 best new products we saw at CES 2020”. Business Insider. 2020년 1월 31일에 확인함.
82. ↑  “The Best of CES 2020”. PC Magazine. 2020년 1월 31일에 확인함.
83. ↑  “Best Tech of CES 2020”. Mashable. 2020년 1월 10일. 2020년 1월 31일에 확인함.
84. 1 2  Ohnsman, Alan. “The Optimist: Designer Henrik Fisker Is Back With A Stylish Electric SUV And Lease-Heavy Business Plan”. 《Forbes》. 2020년 1월 31일에 확인함.
85. ↑  Edelstein, Stephen. “Fisker Ocean electric crossover:Charging details,new driving footage”. 《www.greencarreports.》. Green Car Reports. 2021년 3월 16일에 확인함.
86. ↑  “Fisker to reveal all-electric Ocean SUV at 2021 LA Auto Show”. The Driven. 2020년 10월 26일. 2021년 7월 12일에 확인함.
87. ↑  “Fisker Finalizes Manufacturing Deal With Magna, Ocean Production To Start In November 2022”. Car Scoops. 2021년 6월 18일. 2021년 7월 12일에 확인함.
88. ↑  “Fisker Inc. Reveals World's First Digital Radar in a Production Vehicle, Bringing State-of-the-Art Safety to Fisker Ocean All-Electric SUV”.
89. ↑  “Fisker Ocean Wins Inaugural the Zevas Award at LA Auto Show”. 《EV Report》. 2021년 11월 22일. 2022년 3월 21일에 확인함.
90. ↑  “Fisker Inc”. 《United Nations Global Compact》. 2022년 3월 21일에 확인함.
91. ↑  “Fisker Turns His Pen-on-Paper Sketches Into NFTs, Because Someone Understands These Things”. 《Auto Evolution》. 2021년 12월 20일. 2022년 3월 21일에 확인함.
92. ↑  “Fisker Ocean All-Electric SUV Makes European Debut at Mobile World Congress”. 《Auto Futures》. 2022년 2월 28일. 2022년 6월 22일에 원본 문서에서 보존된 문서. 2022년 3월 21일에 확인함.
93. ↑  “Fisker Inc. Announces Fourth Quarter and Fiscal Year 2021 Financial Results”.
94. ↑  “Project PEAR: US-built Fisker EV promised in 2024 with $29,900 price tag”.
95. ↑  “Fisker Inc. Announces Fourth Quarter and Fiscal Year 2021 Financial Results”.
96. ↑  “Fisker opens reservations for second EV, the PEAR starting below $30k before taxes or incentives”. 2022년 2월 15일.
97. 1 2  “Fisker targets shuttles”. Motoring. 2019년 5월 16일에 확인함.
98. ↑  Jon Fingas, "Fisker unveils self-driving shuttle built for smart cities," Engadget, December 4, 2017.
99. ↑  Luke Dormehl, "Fisker is building a self-driving shuttle to replace our boring regular buses," Digital Trends, December 6, 2017.
100. ↑  Laura Close, "Fisker Orbit, Partnership Between Fisker Inc. and Hakim Unique Group Announced," Boss Magazine, November 30, 2017.
101. ↑  Alex Davies, "Henrik Fisker’s Back (Again) With a Tesla Rival (Again)," Wired, October 31, 2016.
102. ↑  Darrell Etherington, "Here’s what the back of Fisker Inc’s EMotion electric sport sedan looks like," TechCrunch, December 12, 2016.
103. ↑  Miles Branman, "Fisker shows off the rear end of its Tesla-fighting EMotion EV," Digital Trends, December 13, 2016.
104. ↑  “Fisker's EMotion sports car, and more in the week that was”. 《inhabitat》 (engadget). 2016년 11월 6일.
105. ↑  Tom Brant, "Henrik Fisker Unveils His Tesla Competitor," PC Magazine, October 31, 2016.
106. 1 2 3  Viknesh Vijayenthiran, "Fisker solid-state battery promises 500-mile range, 1-minute charging," Motor Authority, January 9, 2018.
107. ↑  “Fisker EMotion Delayed”. Motor Authority. 2019년 5월 16일에 확인함.
108. 1 2  Brandon Friederich, "This Stunning New Fisker Boasts a Tesla-Beating 400-Mile Range, Could Be New King of Electric Rides," Maxim, January 13, 2018.
109. ↑  Katie Fehrenbacher, "Henrik Fisker Is Launching Another Electric Car Company That Feels Very Familiar" Fortune, October 4, 2016.
110. ↑  Fred Lambert (2016년 10월 31일). “Fisker officially unveils the design of its new electric car: EMotion”. 《Electrek》.
111. 1 2  Darrell Etherington, "Take a look at these first pictures of Fisker's $130K EMotion electric car," TechCrunch, June 6, 2017.
112. ↑  Russ Mitchell, "Fisker at CES: A $130,000 electric sedan and a radical new battery technology," Los Angeles Times, January 9, 2018.
113. ↑  "The Best of CES 2018," PC Magazine, January 11, 2018.
114. ↑  "Heralded auto designer unveils his new venture at CES: Fisker EMotion," USA Today, January 9, 2018.
115. ↑  Jack Stewart, "What We've Already Learned About the Future of Cars in 2018," Wired, January 18, 2018.
116. ↑  Ray Prince, "Fisker's Semi-Autonomous All-Electric EMotion Headed To CES 2018," Hybrid Cars, October 12, 2017.
117. ↑  "Fisker and solid-state LiDAR partner Quanery to showcase Fisker EMotion at CES in January," Green Car Congress, October 11, 2017.
118. ↑  Amit Sharma, "Pirelli partners with Fisker on new EMotion vehicle," Tyre Times, September 7, 2017.
119. ↑  “Fisker Alaska ute exposed”. 2020년 2월 13일. 2020년 2월 22일에 확인함.
120. ↑  “Henrik Fisker Teases, or Accidentally Posts, Upcoming Alaska Electric Truck”. 2020년 2월 12일. 2020년 2월 22일에 확인함.
121. ↑  “Henrik Fisker again teases new EV crossover — and maybe a pickup”. 2019년 8월 9일. 2020년 2월 22일에 확인함.
122. ↑  Estrada, Zac (2021년 6월 8일). “Fisker Unveils Plans For Climate Neutral Car, Eyes Electric Pickup Truck”. 《dot.LA》 (영어). 2021년 6월 24일에 확인함.
123. 1 2 3  Danielle Muoio, "Henrik Fisker is using a revolutionary new battery to power his Tesla killer" Business Insider, October 16, 2016.
124. ↑  Ronan Glon, "Can Fisker beat Tesla with state-of-the-art battery tech and butterfly doors?"
125. ↑  Kirby Garlitos, "Henrik Fisker Launches Fisker Inc.," topspeed.com, October 5, 2016.
126. ↑  Michael Wayland, "Fisker, emerging battery supplier Nanotech end JV," Automotive News, July 21, 2017.
127. 1 2 3  Joel Stocksdale, "Fisker has filed patents for solid-state batteries," 보관됨 2019-04-01 - 웨이백 머신 Engadget, November 14, 2017.
128. ↑  “Henrik Fisker Talks Batteries and Autonomous Transportation”. The Drive. 2019년 5월 16일에 확인함.
129. ↑  Nicolas Zart, "Fisker Aims To Unleash The Potential Of Solid-State Batteries, & Stun With Emotion," Clean Technica, November 17, 2017.
130. ↑  "Fisker patents car battery with 500 mile range," Fox Business, November 21, 2017.
131. 1 2  “Caterpillar Invests in Fisker to Accelerate Development of Solid-State Batteries”. The Drive. 2019년 5월 16일에 확인함.
132. 1 2  “Electric cars could use another big battery breakthrough — this CEO says he's got it”. The Verge. 2018년 8월 16일. 2019년 5월 16일에 확인함.
133. ↑  “Fisker secures investment from Caterpillar for its solid-state battery technology”. Electrek. 2018년 10월 22일. 2019년 5월 16일에 확인함.
134. ↑  O'Kane, Sean (2021년 2월 26일). “Fisker Inc. has 'completely dropped' solid-state batteries”. 2021년 3월 3일에 원본 문서에서 보존된 문서.